# Postávka
Postávka je zrušená národní přírodní rezervace na Slovensku. Nacházela se v katastrálním území Valaškovce-sever v okrese Humenné v Prešovském kraji. Území bylo vyhlášeno v roce 1980 s rozlohou 25,91 hektaru. Národní přírodní rezervace byla 15. září 2020 zrušena a její území se stalo součástí přírodní rezervace Vihorlatský prales.

## Poloha
Ležela v geomorfologickém celku Vihorlatské vrchy, jižně od obce Zemplínske Hámre a severně od vrcholu Motrogon. Je součástí chráněné krajinné oblasti Vihorlat.

## Přístup
Lokalitou neprochází žádná značená turistická trasa, dostat se k ní dá po cestě vedoucí v místech bývalé Sninské úzkokolejky, ze které se odděluje před vrcholem Postávka lesní cesta vedoucí skrze chráněnou oblast.

## Ochrana
Národní přírodní rezervace byla vyhlášena v roce 1980 k ochraně původních přirozených porostů buků a javorů. Cennou složkou jsou však zejména na Slovensku jedinečné slatinné a vrchovištní rašelinné biotopy obklopující nejstarší (a v současnosti již zanikající) jezírko ve Vihorlatských vrších, s výskytem významných druhů rostlin, například ostřice bažinná (Carex limosa), plavuňka zaplavovaná (Lycopodiella inundata), blatnice bahenní (Scheuchzeria palustris), rosnatka okrouhlolistá (Drosera rotundifolia), suchopýr pochvatý (Eriophorum vaginatum) a další. Součástí území je vrchoviště s výměrou 1,59 hektaru.

## Fotogalerie

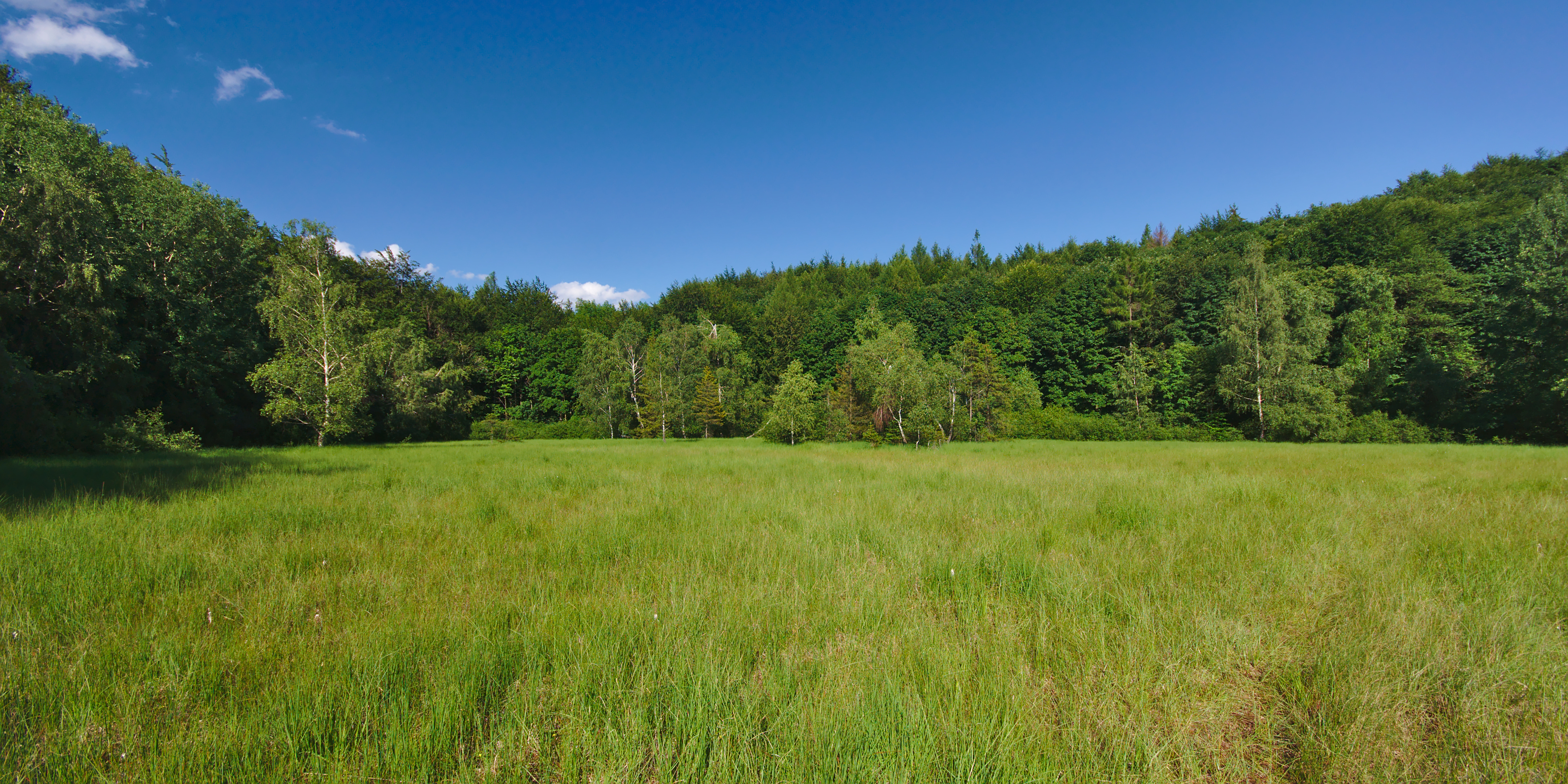
Celkový pohled
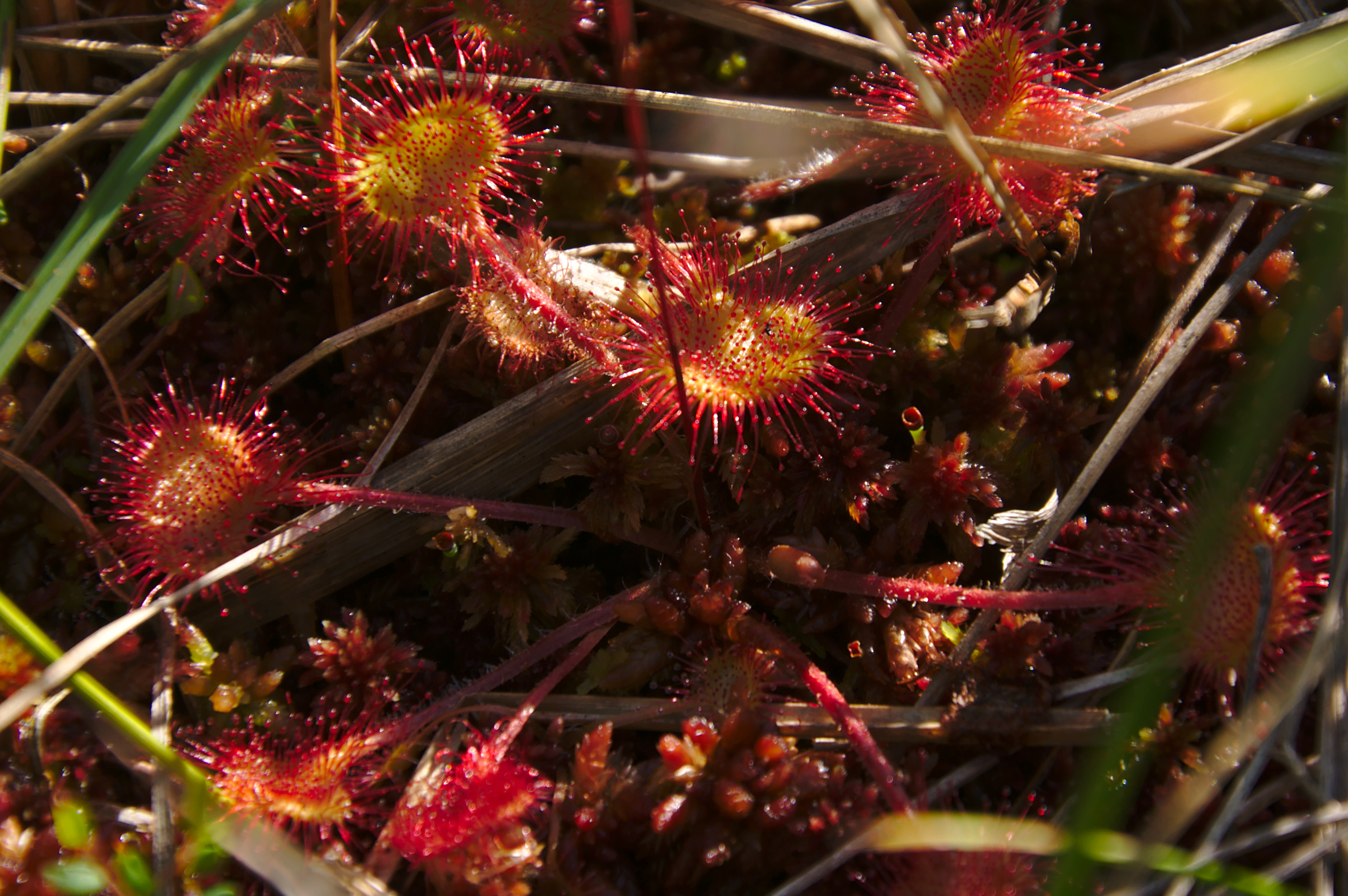
Rosnatka okrouhlolistá
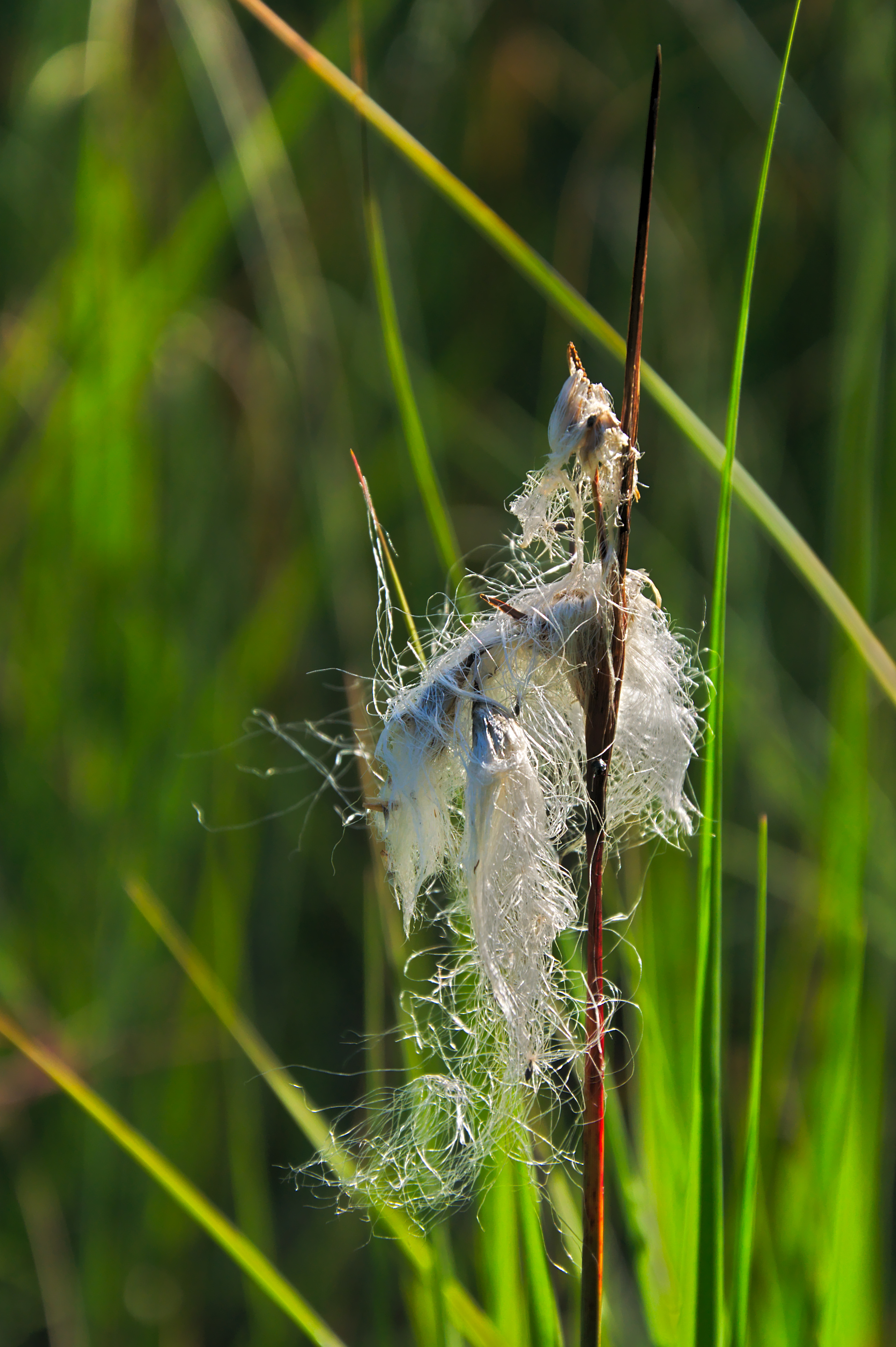
Suchopýr pochvatý
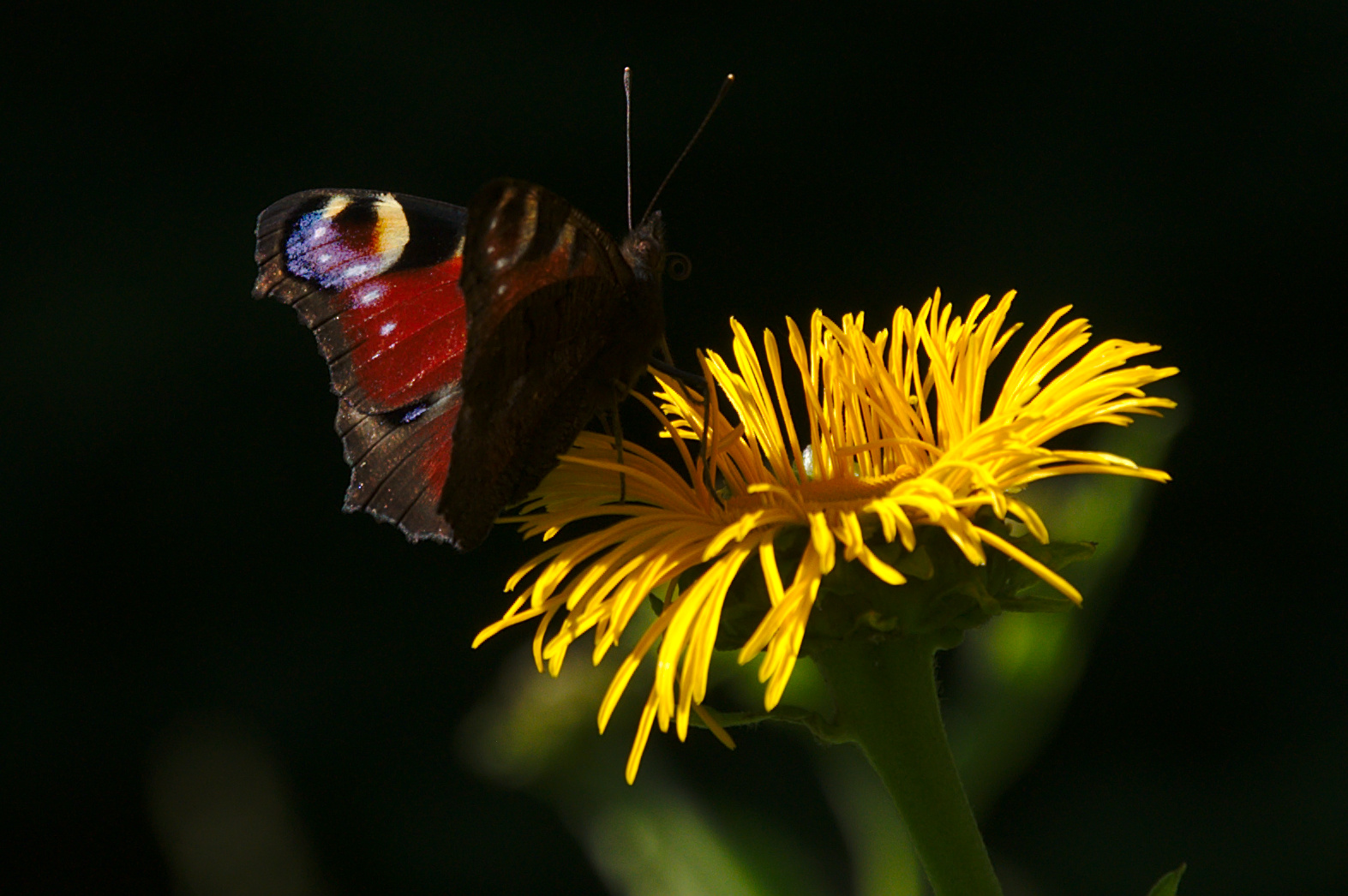
Babočka paví oko